# 匹配Z变换方法

5階切比雪夫滤波器在s平面下的極點和零點，後續要用離離散濾波器來近似

離散時間切比雪夫滤波器在z平面下的極點和零點，利用匹配Z变换方法轉換到z平面，T = 1/10秒。其中的頻率點以及表示頻帶的點線是透過z=e^{iωT}函數映射的，可以看出s平面的iω是如何映射到z平面的單位圓上

匹配Z变换方法（matched Z-transform method）也稱為極點-零點映射（pole–zero mapping）或極點－零點匹配法（pole–zero matching method），簡稱MPZ或MZT，是將連續時間濾波器轉換到離散時間濾波器（数字滤波器）設計的技巧。
其作法是將所有的s平面設計時的極點和零點轉換到z平面的位置{\displaystyle z=e^{sT}}，其中取樣週期{\displaystyle T=1/f_{\mathrm {s} }}。因此以下傳遞函數的類比濾波器：
{\displaystyle H(s)=k_{\mathrm {a} }{\frac {\prod _{i=1}^{M}(s-\xi _{i})}{\prod _{i=1}^{N}(s-p_{i})}}}
會轉換為以下的數位傳遞函數
{\displaystyle H(z)=k_{\mathrm {d} }{\frac {\prod _{i=1}^{M}(1-e^{\xi _{i}T}z^{-1})}{\prod _{i=1}^{N}(1-e^{p_{i}T}z^{-1})}}}
其增益{\displaystyle k_{\mathrm {d} }}需調整，使結果為其理想的增益，一般會和類比濾波器的直流增益匹配，透過設定{\displaystyle s=0}及{\displaystyle z=1}，並且求解{\displaystyle k_{\mathrm {d} }}.。
因為此映射會將s平面的{\displaystyle j\omega }軸反覆的映射到z平面的單位圓上，若零點或是極點超過奈奎斯特頻率，其映射後的位置會有混疊的情形。
一般情形下，類比濾波器的極點會比零點多，在{\displaystyle s=\infty }處的零點可以移到奈奎斯特頻率，作法是放在{\displaystyle z=-1}的位置。
此轉換方式可以保持有界輸入有界輸出穩定性以及最小相位，但不會保持時域或是頻域的響應，因此不常使用。較常使用的方式有雙線性轉換及冲激不变法。匹配Z变换方法的高頻響應誤差比雙線性轉換要小，因此比較容易透過加入額外的零點來修正其特性，此方式稱為MZTi（i表示改良版improved）。
在數位控制中，匹配Z变换方法有一個特別的應用，就是艾克曼公式，可以調整可控制性系統的極點，一般會將不穩定（或接近不穩定）的極點調整到穩定的位置。

類比濾波器響應（點線）以及其離散近似值（實線），正規截止頻率為1 Hz，取樣率1/T = 10 Hz。離散時間的濾波器在截止帶沒有重現切比雪夫的等漣波特性，原因是重覆映射到單位圓上引起的混疊